# Liste d'attentats de la guerre civile algérienne
 (décembre 2020).
Si vous disposez d'ouvrages ou d'articles de référence ou si vous connaissez des sites web de qualité traitant du thème abordé ici, merci de compléter l'article en donnant les références utiles à sa vérifiabilité et en les liant à la section « Notes et références ».
La guerre civile algérienne déchire le pays pendant une décennie, surnommée « décennie noire », de 1991 à 2002. Le Groupe islamique armé (GIA), le principal groupe terroriste qui affronte le gouvernement, utilise à de nombreuses reprises l'attentat et l'assassinat comme moyen d'action.

## Liste d'attentats
La liste n'inclut pas les attaques-suicides commises contre des positions militaires dans des actions de combats.

### 1992
- Le 29 juin, Mohamed Boudiaf est assassiné au cours d'une conférence des cadres qu'il tenait dans la ville d'Annaba[1]. Un sous-lieutenant du Groupement d'intervention spécial (GIS), Lambarek Boumaarafi, jeta une grenade pour faire diversion et tira à bout portant sur le président le tuant sur le coup. La motivation de son assassinat est sujette à controverse, entre la piste d’une action isolée commise par un militaire ayant des sympathies islamistes et celle d’un complot plus vaste impliquant des généraux de l'armée[1]. Sans faire la lumière sur l'assassinat de Boudiaf, la commission d’enquête instituée par le gouvernement algérien écarte la thèse de l’« action isolée » d’un officier de l’armée ayant agi pour des motifs strictement religieux[2]. Nacer Boudiaf est convaincu que son père a été assassiné avec la bénédiction de François Mitterrand [réf. nécessaire], ce dernier ayant été accusé par l'ancien hebdomadaire Algérie Actualité d'être derrière l'assassinat [3].
- Le 26 août, attentat de l'aéroport Houari-Boumédiène d'Alger : à 10 h 45, une bombe explose dans le hall central de l'aéroport d'Alger - Houari-Boumédiène et fait 9 morts et 128 blessés.

### 1993
- Le 17 mars, Lâadi Flici, médecin et militant politique est assassiné dans son cabinet médical dans la casbah d'Alger.
- Le 18 mars, Hafid Senhadri, directeur de cabinet au Ministère du Travail est assassiné.
- Le 26 mai, Tahar Djaout, poète, écrivain et journaliste est victime d'un attentat. Il meurt de ses blessures le 2 juin 1993. Son assassinat est à l'origine de la fondation du Parlement international des écrivains.
- Le 15 juin, Mahfoud Boucebci, psychiatre et militant laïc, est mortellement poignardé devant son hôpital de Kouba.
- Le 3 août, Rabhi Zenati, journaliste à la télévision nationale (EPTV, secteur public) est assassiné par balles près du domicile de ses parents à Cherarba.
- Le 9 août, Abdelhamid Benmeni, cadre administratif à l’hebdomadaire francophone du secteur public Algérie Actualité est assassiné par balles près de son domicile aux Eucalyptus.
- Le 21 août 1993 , à 19 heures, Kasdi Merbah est assassiné à Bordj El Bahri, en compagnie de son fils cadet Hakim (25 ans), le chauffeur Hachemi Ait Mekidèche (30 ans), son frère Abdelaziz (42 ans) et son garde du corps Abdelaziz Nasri. Les raisons précises de son assassinat et ses instigateurs demeurent inconnus du public.
- Le 18 octobre, Smaïl Yefsah, journaliste et défenseur de la culture berbère est assassiné à Bab Ezzouar.
- Le 11 septembre, Saâdeddine Bakhtaoui, journaliste, collaborateur au bimensuel francophone privé El Minbar, publication de l’Association populaire pour l’unité et l’action (APUA, parti politique, disparu) est enlevé de son domicile à Larbaâ et retrouvé mort, tué par balles, près de son domicile.
- Le 28 septembre, Abderrahmane Chergou, journaliste, écrivain et militant politique comme à l’accoutumée, ce matin-là, il sort de son domicile à Mohammadia pour aller faire ses courses dans le quartier. Il est 8 heures 45 lorsque, son panier dans une main et des journaux dans l’autre, il revient chez lui. Plongé dans ses pensées, il ne remarque pas les trois individus qui l’attendent planqués dans la cage d’escalier de son bâtiment. Une fois arrivé près d’eux, ils se ruent sur lui et lui assènent plusieurs coups de couteau. Pris au dépourvu, il tente de réagir en parant les coups avec son panier, contenant des sachets de lait et des baguettes de pain, mais c’est déjà trop tard. Gravement atteint au ventre et à la poitrine, il s’écroule dans une mare de sang en criant : « Non, non, non ! » Transporté à l’hôpital le plus proche, il succombe à ses blessures moins d’une heure après l’attentat. Malgré les menaces qu’il sait peser sur lui, en dépit des reproches, des remontrances et des avertissements de sa famille, de ses camarades et de ses amis, Abderrahmane Chergou continuera de vivre selon ses habitudes.
- Le 28 décembre, Youcef Sebti, enseignant de sociologie rurale à l’Institut d'agronomie d’El Harrach , écrivain et poète algérien d'expression française est poignardé et égorgé à son domicile près de l’Institut national agronomique d’El Harrach.

### 1994
- Le 18 janvier, Monique Afri, employée du consulat français est assassinée.
- Le 31 janvier, Rachid Tigziri, cadre du RCD est assassiné à la sortie de son domicile à Bachdjerrah.
- Le 1er février, Olivier Quemener journaliste français est assassiné dans la casbah d'Alger Lors de cet attentat, ses deux confrères, le Français Yves Menari, et l’Australien, Scott Allan, ont été blessés….
- Le 28 février, Katia Bengana, une jeune lycéenne qui refusait de porter le voile islamique malgré les menaces de mort, est tuée à Meftah.
- Le 10 mars, Abdelkader Alloula, metteur en scène est visé par un attentat. Il meurt quatre jours plus tard.
- Le 16 mars, Richard Dominique, gendarme en poste au ministère des affaires étrangères est en civil et sort d'un magasin. Un commando d'au moins 3 individus se réclamant du GIA tentent de le tuer. Le militaire riposte avec son arme de poing. Une fusillade de plusieurs dizaines de coups de feu sont  échangés. 2 des terroristes sont tués, les autres s'enfuient. Le gendarme français est blessé à la main, sa femme est indemne.
- Le 21 mars, attentat contre L'Hebdo libéré : à 11 h, un commando du Groupe islamique armé (GIA) déclenche une fusillade dans des locaux du journal, tuant 3 personnes et faisant deux blessés.
- Le 8 mai, Paul-Hélène Saint-Raymond, Henri Vergès et les Frères maristes, religieux catholique français sont assassinés dans le bureau de la bibliothèque qu'ils dirigeaient dans la Casbah d'Alger.
- Le 31 mai, Salah Djebaïli, ancien footballeur du Nîmes Olympique devenu docteur en écologie, est abattu avec son garde du corps par un groupe terroriste à la sortie de l'université des sciences et de la technologie Houari-Boumédiène dont il était le recteur.
- Le 3 août, attentat d'Aïn Allah : un commando de sept hommes du GIA abat trois gendarmes mobiles et deux agents consulaires français dans la cité d'Aïn Allah, une résidence qui abrite du personnel diplomatique à proximité de l'ambassade de France. Un autre gendarme mobile est également gravement blessé.
- Le 23 août, Rabah Stambouli, islamologue et militant de l’opposition est tué par balles à Tizi Ouzou.
- Le 29 septembre, Cheb Hasni, chanteur de raï est assassiné de deux balles dans la tête dans le quartier Gambetta à Oran.
- Le 23 octobre, Esther Paniagua Alonso et Caridad Álvarez Martín, religieuses espagnoles sont assassinées à Alger.
- Le 1er novembre, lors du 40e anniversaire du déclenchement de la guerre de libération, une bombe explose au cimetière du village Sidi Ali dans la wilaya de Mostaganem. Les victimes sont quatre enfants scouts ainsi que dix-sept personnes grièvement blessés. La présence de la télévision nationale pour la célébration de la commémoration dans ce petit village inconnu sème le doute à propos des véritables auteurs de l'attentat[4].
- Le 5 novembre, un jeune touriste français de vingt-sept ans, Jean-François Marquette, a été retrouvé égorgé non loin de Bouira. Le jeune homme avait quitté la région Parisienne pour se rendre à Batna en voiture en compagnie d’un ami algérien. Leur véhicule a été arrêté par un barrage formé de faux policiers qui ont vérifié leurs papiers d’identité. Constatant sa nationalité française, les faux policiers qui étaient en réalité des terroristes, ont enlevé Jean-François Marquette et l’ont assassiné.
- Le 3 décembre, Saïd Mekbel, directeur du journal Le Matin et militant kabyle avait échappé à une première tentative de meurtre le 8 mai de la même année il finira tout de même assassiné à Djasr Kasentina.
- Du 24 au 26 décembre : prise d'otages du vol 8969 Air France : quatre hommes du GIA prennent en otage les 220 passagers d'un Airbus A300 d'Air France à l'aéroport d'Alger. Les terroristes exigent de décoller pour Paris et abattent trois passagers jusqu'à ce que les autorités cèdent, mais l'avion doit faire escale à Marseille. Là, sur le tarmac de l'aéroport de Marignane, le Groupe d'intervention de la Gendarmerie nationale (GIGN) prend d'assaut l'appareil et libère tous les otages restants. Les quatre preneurs d'otages sont tués, neuf gendarmes trois membres d'équipage et treize passagers sont blessés.
- Le 27 décembre, en représailles à l'opération du GIGN, des membres du GIA déguisés en policiers abattent Christian Chessel, Jean Chevillard, Alain Dieulangard et Charles Deckers, Pères blancs dans la cour de leur maison à Tizi Ouzou.

### 1995
- Le 30 janvier, attentat contre le commissariat central d'Alger : à 15 h 30, une voiture piégée explose devant le commissariat d'Alger, boulevard Colonel Amirouche. Le bilan est de 42 morts et 256 blessés.
- Le 13 février, Azzeddine Medjoubi, directeur du Théâtre national algérien, est tué à la sortie de ses bureaux.
- Le 6 mai, Djamil Fahassi, journaliste à la Chaîne III de la radio nationale, a été enlevé dans l’après-midi, par quatre individus alors qu’il sortait d’un restaurant. Selon son épouse, « c’étaient des hommes, en civil, équipés de talkies-walkies. Ils ont conduit de force le journaliste dans une Peugeot 205 beige. D’après plusieurs témoins, cette voiture, avec cinq hommes à bord, a pu franchir, sans aucun problème, un barrage de police, situé tout près de la prison d’El Harrach. Fin juillet 1999, un ancien prisonnier a affirmé à une amie de la famille : “En 1997, j’étais avec le journaliste Djamil Fahassi de la Chaîne III en prison.” Selon le ministère de la Justice, cette affaire a fait l’objet d’une enquête préliminaire et serait en cours d’instruction devant le tribunal d’Alger. Pour l’Observatoire national des droits de l’homme (ONDH-dissous), Djamil Fahassi n’a fait l’objet, citant la gendarmerie nationale, « ni d’une interpellation ni d’une arrestation. ».
- Le 3 septembre, Saïd Tazrout, journaliste rédacteur en chef du Pays, est assassiné à Tizi Ouzou. Le même jour, les religieuses catholiques Denise « Bibiane » Leclercq et Jeanne « Angèle-Marie » Littlejohn sont abattues à Belouizdad.
- Le 4 septembre, Brahim Guerroui, caricaturiste et collaborateur de El Moudjahid, est assassiné à Alger.
- Le 10 novembre, Odette Prévost, religieuse catholique est assassinée à Kouba alors qu'elle se rendait à la messe. Sa collègue Chantal Galicher sera gravement blessée.
- Le 4 novembre à 10h, Embarek Mahiou, membre de la direction du Front des forces socialistes (FFS) et secrétaire national aux finances de ce parti, a été tué par balles au volant de sa voiture, dans le quartier de Kouba. Dans la soirée du même jour Ahmed Khalfoun Directeur des ressources financières à l’APS et Membre du MAJD est assassiné devant chez lui à Birkhadem.

### 1996
- Le 11 février, attentat contre Le Soir d'Algérie : à 15 h 45, une voiture piégée explose devant le siège du journal Le Soir d'Algérie, tuant 29 personnes dont trois journalistes de la rédaction.
- Dans la nuit du 26 au 27 mars, sept moines de l'abbaye Notre-Dame de l'Atlas, à Tibhirine, sont enlevés. Leur assassinat est annoncé le 21 mai dans un communiqué attribué au GIA et leurs têtes retrouvées près de Médéa, neuf jours plus tard.
- Le 1er août, Pierre Claverie, évêque d'Oran, ainsi que son chauffeur et ami Mohamed Bouchikhi sont tués par l'explosion d'une bombe à l'entrée de l'évêché.
- Le 20 septembre, Cheb Aziz, chanteur de raï est assassiné à Constantine.
- Le 21 octobre, Ali Boucetta, maire d'Alger-Centre est tué lors d’une fusillade entre les forces de sécurité et un commando islamiste à Telemly. Il faisait partie des fonctionnaires municipaux nommés par les autorités pour remplacer les élus islamistes.

### 1997
- Le 12 avril à 23 heures 30, Aziz Bouabdallah, journaliste au quotidien arabophone El Alem Es-Siyassi, a été enlevé de son domicile situé dans la commune de Bouzaréah. Selon les dires de sa mère, quatre individus, « habillés en civil » et qui s’étaient présentés comme des policiers, ont conduit le journaliste de force dans une voiture blanche. Le 19 avril, la sœur d’un ami de Aziz Bouabdallah, qui avait été, lui aussi, enlevé puis libéré deux jours plus tôt, dit à la mère du journaliste : « Ne vous inquiétez pas, votre fils se trouve à la prison de Ben Aknoun et va être bientôt relâché… »
- Le 10 mai, Djaffar Ouahioune, un groupe d'assaillants déguisés en gendarmes assassine dans le lycée où il enseignait à Ait Yenni.
- Le 1er juin, attentat de la place des Martyrs : l'explosion d'une bombe, dans l'après-midi, fait sept morts et plus de cinquante blessés sur la place des Martyrs, à Alger.
- Dans la nuit du 22 au 23 septembre, massacre de Bentalha : un commando du GIA lance un assaut contre la banlieue algéroise de Bentalha, les assaillants coupent l’électricité de la banlieue et attaquent avec des armes à feu et blanches, ni les enfants et les femmes sont épargnés, bilan, entre 200 et 400 morts.

### 1998
- Le 23 février, attentat du train Alger-El Affroun : une bombe explose au passage du train à la hauteur de Boufarik, faisant 18 morts et vingt-cinq blessés.

- Le 25 juin, Matoub Lounès, militant laïc et chanteur engagé pour la cause berbère, est criblé de balles dans son véhicule par des islamistes lors d’un faux barrage par des membres du GIA portant des tenues de policier que l’état algérien leur avait fourni.